# يونس سنتامو
يونس سنتامو (بالإنجليزية: Yunus Sentamu)‏ (13 أغسطس 1994 أوغندا - ) هو لاعب كرة قدم أوغندي، يلعب كمهاجم، شارك في كأس الأمم الأفريقية 2017.

## روابط خارجية
- يونس سنتامو على موقع قاعدة بيانات كرة القدم.إي يو (الإنجليزية)
- يونس سنتامو على موقع ناشيونال فوتبول تيمز (الإنجليزية)
- يونس سنتامو على موقع Soccerway.com (الإنجليزية)